# Promi Big Brother/Staffel 12
Die zwölfte Staffel der deutschen Reality-Show Promi Big Brother wurde vom 7. bis 21. Oktober 2024 auf dem Privatsender Sat.1 ausgestrahlt.

## Überblick
Es gibt ausschließlich den Bereich Container, in Anlehnung an die erste Staffel des Originalformats Big Brother, das in Deutschland erstmals im Jahr 2000 ausgestrahlt wurde. Im Vergleich zu der 11. Staffel von Promi Big Brother wurde die Einrichtung verändert und zusätzlich gibt es im Außenbereich eine Sauna, einen Whirlpool und einen Fitnessbereich. Zudem müssen die Bewohner wieder eine „Nachtwache“ absolvieren, wo sie nach jeweils 11 Minuten auf einen Buzzer drücken müssen; geschieht das nicht rechtzeitig oder auch zu früh, dann werden die restlichen Bewohner mit einem Alarm-Signal und angehenden Lichtern geweckt.
Eine weitere Änderung ist, dass es keinen Penny-Markt mehr gibt. Stattdessen wurde ein PBB-Späti eingebaut, wo die Bewohner täglich an einem Glücksrad für ihr Einkaufsbudget drehen müssen. Der Kassierer im Späti ist Aaron Troschke und am Tresen sitzt Mike Hilge als Dauerkunde Dieter Grabowski.

## Teilnehmer
| 1               | Leyla Lahouar | Reality-TV-Teilnehmerin u. a. bei Ex on the Beach (2022), Der Bachelor (2023), Bachelor in Paradise (2023) und Ich bin ein Star – Holt mich hier raus! (2024) | 5. Oktober | 21. Oktober | 17 |
| 2               | Jochen Horst  | Schauspieler | 5. Oktober | 21. Oktober | 17 |
| 3               | Matthias Höhn | Darsteller bei Berlin – Tag & Nacht, Teilnehmer bei Prominent getrennt (2023) | 5. Oktober | 21. Oktober | 17 |
| 4               | Alida Kurras  | Fernsehmoderatorin, Gewinnerin bei Big Brother (2000) | 5. Oktober | 21. Oktober | 17 |
| 5               | Mike Heiter   | Reality-TV-Teilnehmer u. a. bei Love Island (2017), Ich bin ein Star – Die große Dschungelshow (2021), Kampf der Realitystars (2021), Are You the One? (2023) und Ich bin ein Star – Holt mich hier raus! (2024), Gewinner von Das Sommerhaus der Stars (2019)                                                 | 5. Oktober | 21. Oktober | 17 |
| 6               | Max Kruse     | ehemaliger Fußball-Nationalspieler | 5. Oktober | 20. Oktober | 16 |
| 7               | Mimi Fiedler  | Schauspielerin | 5. Oktober | 19. Oktober | 15 |
| 8               | Sarah Wagner  | Webvideoproduzentin auf TikTok, Darstellerin bei Goodbye Deutschland! Die Auswanderer | 7. Oktober | 19. Oktober | 13 |
| 9               | Elena Miras   | Reality-TV-Star, Gewinnerin bei Love Island (2017), Das Sommerhaus der Stars (2019) und Kampf der Realitystars (2022), Teilnehmerin bei Ich bin ein Star – Holt mich hier raus! (2020), Promis unter Palmen (2021), Das große Promi-Büßen (2022) und Ich bin ein Star – Showdown der Dschungel-Legenden (2024) | 7. Oktober | 18. Oktober | 12 |
| 10              | Daniel Lopes  | Sänger, Teilnehmer bei Deutschland sucht den Superstar (2003) und Ich bin ein Star – Holt mich hier raus! (2012) | 5. Oktober | 17. Oktober | 13 |
| 11              | Cecilia Asoro | Reality-TV-Teilnehmerin u. a. bei Der Bachelor (2019), Prominent getrennt (2022), Are You the One? (2022), Ich bin ein Star – Holt mich hier raus! (2023), Bachelor in Paradise (2023) und Kampf der Realitystars (2024), Gewinnerin von Beauty & The Nerd (2021)                                              | 5. Oktober | 16. Oktober | 12 |
| 12              | Sinan Movez   | Webvideoproduzent auf TikTok | 5. Oktober | 15. Oktober | 11 |
| 13              | Bea Peters    | Promi-Reporterin | 5. Oktober | 14. Oktober | 10 |
| 14              | Verena Kerth  | TV- und Radiomoderatorin, Exfreundin von Marc Terenzi, Teilnehmerin bei Ich bin ein Star – Holt mich hier raus! (2023) | 5. Oktober | 14. Oktober | 10 |
| Anmerkungen: 1. |               | |            |             |    |

## Container-Chef
In der elften Staffel wurde die Position des „Container-Chefs“ eingeführt. Diese Person erhielt im Laufe der Staffel weitreichende Aufgaben und Befugnisse, so z. B. das Verkünden von Mitteilungen und Regeln, die Verteilung von Lebensmitteln, die Einteilung der Schichten zur Nachtwache und stellenweise die Nominierung von Bewohnern oder die Vergabe von Nominierungsschutz bzw. Immunität.
| Datum            | Container-Chef | Gewählt durch | Sonderaufgabe |
| ---------------- | -------------- | ------------- | --- |
| 7. Oktober 2024  | Matze          | Bewohner      | Entscheiden, welche vier Promis in die Arena müssen.                                                                     |
| 8. Oktober 2024  | Leyla          | Zuschauer     | Entscheiden, welche vier Promis in die Arena müssen.                                                                     |
| 9. Oktober 2024  | Mike           | Zuschauer     | Entscheiden, welche vier Damen in die Arena müssen.                                                                      |
| 10. Oktober 2024 | Elena          | Zuschauer     | Entscheiden, welche vier Promis in die Arena müssen. (Je Team ein Mann und eine Frau)                                    |
| 11. Oktober 2024 | Sarah          | Zuschauer     | Entscheiden, welche vier Promis in die Arena müssen. (Je Team ein Mann und eine Frau die sich am besten blind vertrauen) |
| 12. Oktober 2024 | Max            | Zuschauer     | Entscheiden, welche vier Promis in die Arena müssen. (Bewohner die noch keine Medaille haben)                            |
| 13. Oktober 2024 | Mimi           | Zuschauer     | |
| 14. Oktober 2024 | Cecilia        | Zuschauer     | Entscheiden, welcher Promi von der Nominierungsliste soll.                                                               |
| 15. Oktober 2024 | Alida          | Zuschauer     | Entscheiden, welche zwei weiblichen Promis in die Arena müssen.                                                          |
| 16. Oktober 2024 | Leyla          | Zuschauer     | Entscheiden, welche zwei männlichen Promis in die Arena müssen.                                                          |
| 17. Oktober 2024 | Mike           | Zuschauer     | Entscheiden, welche zwei Promis in die Arena müssen.                                                                     |
| 18. Oktober 2024 | Max            | Zuschauer     | Entscheiden, welche zwei Promis in die Arena müssen.                                                                     |
| 19. Oktober 2024 | Matze          | Zuschauer     | Entscheiden, welche zwei Promis in die Arena müssen.                                                                     |
| 20. Oktober 2024 | Leyla          | Zuschauer     | |

## Wettkämpfe

### Duell-Arena
In der „Duell-Arena“ treten ausgewählte Kandidaten in Matches entweder im Team oder gegeneinander an. Deren Ergebnis hat entweder Auswirkungen auf den Verbleib des Einkaufs oder die antretenden Bewohner selbst.
| Datum                                                                        | Kandidaten                    | Kandidaten                    | Spiel                          | Ergebnis                         | Konsequenz |
| ---------------------------------------------------------------------------- | ----------------------------- | ----------------------------- | ------------------------------ | -------------------------------- | --- |
| 7. Oktober 2024                                                              | Cecilia Sinan                 | Bea Daniel                    | Spitzer Flitzer                | Gewonnen von Bea und Daniel      | Bea erhielt Nominierungsschutz, Sinan wurde nominiert |
| 8. Oktober 2024                                                              | Max Matze                     | Elena Sarah                   | Teufelsrad                     | Gewonnen von Elena und Sarah     | Elena erhielt Nominierungsschutz, Max wurde nominiert |
| 8. Oktober 2024                                                              | Leyla Mike                    | Leyla Mike                    | Teufelsrad                     | 14,20 € für den Einkauf erspielt | |
| 9. Oktober 2024                                                              | Alida Verena                  | Leyla Mimi                    | Gruselbahn                     | Gewonnen von Alida und Verena    | Alida erhielt Nominierungsschutz, Leyla wurde nominiert |
| 10. Oktober 2024                                                             | Jochen Verena                 | Mike Mimi                     | Dartsworträtsel                | Gewonnen von Mike und Mimi       | Mike erhielt Nominierungsschutz, Sarah wurde nominiert |
| 11. Oktober 2024                                                             | Jochen Mimi                   | Daniel Verena                 | Balla Balla                    | Gewonnen von Jochen und Mimi     | Mimi erhielt Nominierungsschutz, Verena wurde nominiert |
| 12. Oktober 2024                                                             | Jochen Daniel                 | Cecilia Matze                 | Ein Himmel voller Kuscheltiere | Gewonnen von Jochen und Daniel   | Daniel erhielt Nominierungsschutz, Matze wurde nominiert |
| 13. Oktober 2024                                                             | Elena (vertritt Cecilia)      | Mike (vertritt Jochen)        | Krug um Krug                   | Gewonnen von Elena               | Cecilia erhielt Nominierungsschutz, Jochen wurde nominiert und dadurch, dass Elena gewonnen hat, durfte sie einen Promi wählen, der von der Nominierungsliste runterkommt. Sinan erhielt Schutz und steht nicht mehr auf der Nominierungsliste. |
| 14. Oktober 2024                                                             | Leyla Sarah                   | Leyla Sarah                   | Die Kralle                     | 25,00 € für den Einkauf erspielt | |
| 14. Oktober 2024                                                             | Cecilia (vertritt Alida) Bea  | Daniel Sinan                  | Kandierte Früchtchen           | Gewonnen von Daniel und Sinan    | |
| 15. Oktober 2024                                                             | Cecilia                       | Sarah                         | Galopp-Non-Stop                | Gewonnen von Cecilia             | Cecilia erhielt Nominierungsschutz, Sarah wurde nominiert |
| 15. Oktober 2024                                                             | Mike Max                      | Mike Max                      | Das Geldkarussell              | 50,00 € für den Einkauf erspielt | |
| 16. Oktober 2024                                                             | Jochen                        | Daniel                        | Nagelstudio                    | Gewonnen von Daniel              | Daniel erhielt Nominierungsschutz, Jochen wurde nominiert |
| 17. Oktober 2024                                                             | Matze                         | Mimi                          | Quizketball                    | Gewonnen von Matze               | Matze erhielt Nominierungsschutz, Mimi wurde nominiert |
| 18. Oktober 2024                                                             | Alida                         | Leyla                         | Froschkönig                    | Gewonnen von Alida               | Alida erhielt Nominierungsschutz, Leyla wurde nominiert |
| 19. Oktober 2024                                                             | Max                           | Jochen                        | Gruselbahn                     | Gewonnen von Max                 | Max erhielt Nominierungsschutz, Jochen wurde nominiert |
| 20. Oktober 2024                                                             | Matze                         | Jochen                        | Bauch-Parcours                 | Gewonnen von Matze               | Matze erhielt Nominierungsschutz, Jochen wurde nominiert |
| 21. Oktober 2024                                                             | Mike Matze Alida Jochen Leyla | Mike Matze Alida Jochen Leyla | Bierkrugsschieben              | Gewonnen von Alida Jochen Matze  | Alida, Jochen, Matze kommen in die nächste Runde, Leyla und Mike stellen sich dem ersten Voting |
| 21. Oktober 2024                                                             | Leyla Alida Matze Jochen      | Leyla Alida Matze Jochen      | Dosen-Frisbee                  | Gewonnen von Leyla Jochen        | Leyla, Jochen kommen in die nächste Runde, Leyla und Alida stellen sich dem zweiten Voting |
| Farblegende: Match wurde gewonnen / Gewinner des MatchesMatch wurde verloren |                               |                               |                                |                                  | |

### Einkäufe
| Datum            | Kandidaten     | Zeit        | Budget       | Ausgegeben | Rest   |
| ---------------- | -------------- | ----------- | ------------ | ---------- | ------ |
| 7. Oktober 2024  | Leyla          | 60 Sekunden | 5,00 €       | 4,15 €     | 0,85 € |
| 8. Oktober 2024  | Mike           | 60 Sekunden | 14,20 €      | 10,90 €    | 3,30 € |
| 9. Oktober 2024  | Daniel         | 60 Sekunden | 5,00 €       | 4,45 €     | 0,55 € |
| 10. Oktober 2024 | Dilara Kruse   | 60 Sekunden | 28,00 €      | 28,00 €    | 0,00 € |
| 11. Oktober 2024 | Max            | 60 Sekunden | 14,00 €      | 13,68 €    | 0,32 € |
| 12. Oktober 2024 | Mimi           | 60 Sekunden | 28,00 €      | 18,43 €    | 9,57 € |
| 13. Oktober 2024 | Elena          | 60 Sekunden | 7,00 €       | 6,87 €     | 0,13 € |
| 14. Oktober 2024 | Jens Knossalla | 60 Sekunden | 25,00 €      | 25,00 €    | 0,00 € |
| 15. Oktober 2024 | Mike & Max     | 60 Sekunden | 50,00 €      | 49,61 €    | 0,39 € |
| 16. Oktober 2024 | Cecilia        | 60 Sekunden | 5,50 €       | 5,05 €     | 0,45 € |
| 17. Oktober 2024 | Jochen         | -           | 0,00 €       | 0,00 €     | 0,00 € |
| 18. Oktober 2024 | Matze          | 60 Sekunden | 8,00 €       | 7,86 €     | 0,14 € |
| 19. Oktober 2024 | Alida          | 60 Sekunden | 7,00 €       | 6,73 €     | 0,27 € |
| 20. Oktober 2024 | Alle Bewohner  | 60 Sekunden | unbegrenzt € | 0,00 €     | 0,00 € |

## Nominierungen
|               | Runde 1           | Runde 2                | Runde 3                | Runde 4                | Runde 5                     | Runde 6                     | Runde 7                     | Runde 8                     | Runde 8                |
| 14. Okt. 2024 | 15. Okt. 2024     | 16. Okt. 2024          | 17. Okt. 2024          | 18. Okt. 2024          | 19. Okt. 2024               | 20. Okt. 2024               | 21. Okt. 2024               | 21. Okt. 2024               | 21. Okt. 2024          |
| ------------- | ----------------- | ---------------------- | ---------------------- | ---------------------- | --------------------------- | --------------------------- | --------------------------- | --------------------------- | ---------------------- |
| Mike          | Keine Nominierung | Keine Nominierung      | Cecilia                | Sarah                  | Jochen                      | Mimi                        | Alida                       |                             |                        |
| Jochen        | Keine Nominierung | Keine Nominierung      | Sarah                  | Max                    | Mimi                        | Matze                       | Mike                        |                             |                        |
| Matthias      | Keine Nominierung | Keine Nominierung      | Mimi                   | Elena                  | Jochen                      | Alida                       | Alida                       |                             |                        |
| Alida         | Keine Nominierung | Sinan                  | Keine Nominierung      | Elena                  | Sarah                       | Matze                       | Max                         |                             |                        |
| Leyla         | Keine Nominierung | Jochen                 | Keine Nominierung      | Elena                  | Sarah                       | Mimi                        | Alida                       |                             |                        |
| Max           | Keine Nominierung | Keine Nominierung      | Elena                  | Mimi                   | Mimi                        | Mimi                        | Alida                       | rausgewählt (20. Okt.)      |                        |
| Mimi          | Keine Nominierung | Sinan                  | Keine Nominierung      | Max                    | Max                         | Mike                        | rausgewählt (19. Okt.)      | rausgewählt (19. Okt.)      |                        |
| Sarah         | Keine Nominierung | Jochen                 | Keine Nominierung      | Daniel                 | Jochen                      | rausgewählt (19. Okt.)      | rausgewählt (19. Okt.)      | rausgewählt (19. Okt.)      |                        |
| Elena         | Keine Nominierung | Sinan                  | Keine Nominierung      | Daniel                 | musste verlassen (18. Okt.) | musste verlassen (18. Okt.) | musste verlassen (18. Okt.) | musste verlassen (18. Okt.) |                        |
| Daniel        | Keine Nominierung | Keine Nominierung      | Elena                  | Elena                  | rausgewählt (17. Okt.)      | rausgewählt (17. Okt.)      | rausgewählt (17. Okt.)      | rausgewählt (17. Okt.)      |                        |
| Cecilia       | Keine Nominierung | Sinan                  | Keine Nominierung      | rausgewählt (16. Okt.) | rausgewählt (16. Okt.)      | rausgewählt (16. Okt.)      | rausgewählt (16. Okt.)      | rausgewählt (16. Okt.)      | rausgewählt (16. Okt.) |
| Sinan         | Keine Nominierung | Keine Nominierung      | rausgewählt (15. Okt.) | rausgewählt (15. Okt.) | rausgewählt (15. Okt.)      | rausgewählt (15. Okt.)      | rausgewählt (15. Okt.)      | rausgewählt (15. Okt.)      | rausgewählt (15. Okt.) |
| Bea           | Keine Nominierung | rausgewählt (14. Okt.) | rausgewählt (14. Okt.) | rausgewählt (14. Okt.) | rausgewählt (14. Okt.)      | rausgewählt (14. Okt.)      | rausgewählt (14. Okt.)      | rausgewählt (14. Okt.)      |                        |
| Verena        | Keine Nominierung | rausgewählt (14. Okt.) | rausgewählt (14. Okt.) | rausgewählt (14. Okt.) | rausgewählt (14. Okt.)      | rausgewählt (14. Okt.)      | rausgewählt (14. Okt.)      | rausgewählt (14. Okt.)      |                        |

## Produktion
Die Moderation für die von Endemol Shine Germany produzierte Show übernahmen erneut Jochen Schropp und Marlene Lufen gemeinsam.
Die menschliche Stimme von „Big Brother“ wurde erneut von Phil Daub, die Trailer und zusammenfassenden Kommentare wurden von Markus Klauk gesprochen. Robby Hunke übernimmt als Schiedsrichter in Duellen die Moderation.
In diesem Jahr wird bei dem Streaminganbieter Joyn ein kostenpflichtiger 24-Stunden-Livestream angeboten.

## Zusätzliche Sendungen

### Promi Big Brother – Der Countdown
Am 4. Oktober 2024, wurde eine Pre-Show unter dem Titel Promi Big Brother – Der Countdown ausgestrahlt. In dem Livestream, welcher auf Joyn kostenfrei übertragen wurde, wurde das erste Mal der Container gezeigt und Elena Miras als Bewohnerin bestätigt.

### Promi Big Brother – Die Late Night Show
Im Anschluss an die Hauptsendung läuft erneut die Live-Late-Night-Show auf Sat.1, die von Jochen Bendel und Melissa Khalaj täglich moderiert wird.

## Einschaltquoten
| Folge (gesamt)           | Folge (Staffel) | Deutschland | Deutschland     | Deutschland | Deutschland     |
| Folge (gesamt)           | Folge (Staffel) | Zuschauer   | Zuschauer       | Marktanteil | Marktanteil     |
| Folge (gesamt)           | Folge (Staffel) | Gesamt      | 14 bis 49 Jahre | Gesamt      | 14 bis 49 Jahre |
| ------------------------ | --------------- | ----------- | --------------- | ----------- | --------------- |
| 185                      | 1               | 1,30 Mio.   | 0,55 Mio.       | 6,6 %       | 13,2 %          |
| 186                      | 2               | 1,13 Mio.   | 0,43 Mio.       | 5,1 %       | 9,5 %           |
| 187                      | 3               | 0,92 Mio.   | 0,33 Mio.       | 9,5 %       | 12,5 %          |
| 188                      | 4               | 0,94 Mio.   | 0,38 Mio.       | 10,0 %      | 13,5 %          |
| Anmerkungen: 1. 2. 3. 4. |                 |             |                 |             |                 |